# Snooker-Saison 2017/18
Die Snooker-Saison 2017/18 war eine Serie von Snooker-Turnieren, die der Main Tour angehören.

## Saisonergebnisse
Für die Saison waren 26 Wettbewerbe in den Turnierkalender aufgenommen worden. 19 Veranstaltungen waren Weltranglistenturniere, darunter die vier Turniere der Home Nations Series, zwei Turniere mit Amateurbeteiligung und das Shoot-Out-Turnier. Zu den 7 Einladungsturnieren gehörten die 6-Red-Weltmeisterschaft, die Championship League und zwei Teamwettbewerbe.
Das Hong Kong Masters wurde nach 1988 wiederbelebt und veranstaltet. Zuletzt fand es unter dem Namen Hong Kong Challenge statt. Es wurde aufgrund des 20-jährigen Bestehens der Übergabe an die Volksrepublik China veranstaltet.
Neu im Tour Kalender war die CVB International  Challenge, die nach dem Snooker World Cup das zweite Teamturnier und das insgesamt siebte Snooker Turnier in China war.                 
Ebenfalls neu war das Romanian Masters das als Einladungsturnier mit 16 Spieler veranstaltet wurde. Es folgt nach dem European Masters das zuvor in Rumänien stattfand. 
| Datum                                | Turnier                          | Austragungsort | Art                   | Sieger            | Finalist            | Ergebnis |
| ------------------------------------ | -------------------------------- | -------------- | --------------------- | ----------------- | ------------------- | -------- |
| 23. Juni bis 25. Juni 2017           | Riga Masters 2017                | Riga           | Weltranglistenturnier | Ryan Day          | Stephen Maguire     | 5:2      |
| 3. Juli bis 9. Juli 2017             | World Cup 2017                   | Wuxi           | Teamwettbewerb        | China A           | England             | 4:3      |
| 20. Juli bis 23. Juli 2017           | Hong Kong Masters 2017           | Hongkong       | Einladungsturnier     | Neil Robertson    | Ronnie O’Sullivan   | 6:3      |
| 28. Juli bis 29. Juli 2017           | CVB International Challenge 2017 | Shenzhen       | Teamwettbewerb        | Großbritannien    | Volksrepublik China | 26:9     |
| 16. August bis 22. August 2017       | China Championship 2017          | Guangzhou      | Weltranglistenturnier | Luca Brecel       | Shaun Murphy        | 10:5     |
| 23. August bis 27. August 2017       | Paul Hunter Classic 2017         | Fürth          | Pro-Am-Turnier        | Michael White     | Shaun Murphy        | 4:2      |
| 4. September bis 9. September 2017   | 6-Red World Championship 2017    | Bangkok        | Einladungsturnier     | Mark Williams     | Thepchaiya Un-Nooh  | 8:2      |
| 12. September bis 16. September 2017 | Indian Open 2017                 | Visakhapatnam  | Weltranglistenturnier | John Higgins      | Anthony McGill      | 5:1      |
| 18. September bis 24. September 2017 | World Open 2017                  | Yushan         | Weltranglistenturnier | Ding Junhui       | Kyren Wilson        | 10:3     |
| 2. Oktober bis 8. Oktober 2017       | European Masters 2017            | Lommel         | Weltranglistenturnier | Judd Trump        | Stuart Bingham      | 9:7      |
| 16. Oktober bis 22. Oktober 2017     | English Open 2017                | Barnsley       | Weltranglistenturnier | Ronnie O’Sullivan | Kyren Wilson        | 9:2      |
| 29. Oktober bis 5. November 2017     | International Championship 2017  | Daqing         | Weltranglistenturnier | Mark Selby        | Mark Allen          | 10:7     |
| 6. November bis 12. November 2017    | Champion of Champions 2017       | Coventry       | Einladungsturnier     | Shaun Murphy      | Ronnie O’Sullivan   | 10:8     |
| 13. November bis 18. November 2017   | Shanghai Masters 2017            | Shanghai       | Weltranglistenturnier | Ronnie O’Sullivan | Judd Trump          | 10:3     |
| 20. November bis 26. November 2017   | Northern Ireland Open 2017       | Belfast        | Weltranglistenturnier | Mark Williams     | Yan Bingtao         | 9:8      |
| 28. November bis 10. Dezember 2017   | UK Championship 2017             | York           | Weltranglistenturnier | Ronnie O’Sullivan | Shaun Murphy        | 10:5     |
| 11. Dezember bis 17. Dezember 2017   | Scottish Open 2017               | Glasgow        | Weltranglistenturnier | Neil Robertson    | Cao Yupeng          | 9:8      |
| 14. Januar bis 21. Januar 2018       | Masters 2018                     | London         | Einladungsturnier     | Mark Allen        | Kyren Wilson        | 10:7     |
| 31. Januar bis 4. Februar 2018       | German Masters 2018              | Berlin         | Weltranglistenturnier | Mark Williams     | Graeme Dott         | 9:1      |
| 8. Februar bis 11. Februar 2018      | Snooker Shoot-Out 2018           | Watford        | Weltranglistenturnier | Michael Georgiou  | Graeme Dott         | 67:56 1  |
| 19. Februar bis 25. Februar 2018     | World Grand Prix 2018            | Preston        | Weltranglistenturnier | Ronnie O’Sullivan | Ding Junhui         | 10:3     |
| 26. Februar bis 4. März 2018         | Welsh Open 2018                  | Cardiff        | Weltranglistenturnier | John Higgins      | Barry Hawkins       | 9:7      |
| 7. März bis 11. März 2018            | Gibraltar Open 2018              | Gibraltar      | Pro-Am-Turnier        | Ryan Day          | Cao Yupeng          | 4:0      |
| 14. März bis 18. März 2018           | Romanian Masters 2018            | Bukarest       | Einladungsturnier     | Ryan Day          | Stuart Bingham      | 10:8     |
| 19. März bis 25. März 2018           | Players Championship 2018        | Llandudno      | Weltranglistenturnier | Ronnie O’Sullivan | Shaun Murphy        | 10:4     |
| 2. Januar bis 29. März 2018          | Championship League 2018         | Coventry       | Einladungsturnier     | John Higgins      | Zhou Yuelong        | 3:2      |
| 2. April bis 8. April 2018           | China Open 2018                  | Peking         | Weltranglistenturnier | Mark Selby        | Barry Hawkins       | 11:3     |
| 21. April bis 7. Mai 2018            | Snookerweltmeisterschaft 2018    | Sheffield      | Weltranglistenturnier | Mark Williams     | John Higgins        | 18:16    |

## Multisportevents
| Datum                                | Turnier                                  | Austragungsort | Disziplin              | Gold                 | Silber           | Bronze              |
| ------------------------------------ | ---------------------------------------- | -------------- | ---------------------- | -------------------- | ---------------- | ------------------- |
| 26. Juli bis 30. Juli 2017           | World Games 2017                         | Breslau        | Snooker Einzel         | Kyren Wilson         | Ali Carter       | Soheil Vahedi       |
| 19. August bis 30. August 2017       | Südostasienspiele 2017                   | Kuala Lumpur   | Snooker Mannschaft     | Singapur             | Thailand         | Malaysia            |
| 19. August bis 30. August 2017       | Südostasienspiele 2017                   | Kuala Lumpur   | Snooker Mannschaft     | Singapur             | Thailand         | Myanmar             |
| 19. August bis 30. August 2017       | Südostasienspiele 2017                   | Kuala Lumpur   | Snooker Einzel         | Siththideth Sakbieng | Phaitoon Phonbun | Ko Htet             |
| 19. August bis 30. August 2017       | Südostasienspiele 2017                   | Kuala Lumpur   | Snooker Einzel         | Siththideth Sakbieng | Phaitoon Phonbun | Minalavong Suriya   |
| 19. September bis 26. September 2017 | Asian Indoor and Martial Arts Games 2017 | Ashgabat       | Six-Red-Snooker Einzel | Yan Bingtao          | Soheil Vahedi    | Muhammad Sajjad     |
| 19. September bis 26. September 2017 | Asian Indoor and Martial Arts Games 2017 | Ashgabat       | Six-Red-Snooker Einzel | Yan Bingtao          | Soheil Vahedi    | Saleh Mohammadi     |
| 19. September bis 26. September 2017 | Asian Indoor and Martial Arts Games 2017 | Ashgabat       | Snooker Mannschaft     | Iran                 | Katar            | Volksrepublik China |
| 19. September bis 26. September 2017 | Asian Indoor and Martial Arts Games 2017 | Ashgabat       | Snooker Mannschaft     | Iran                 | Katar            | Afghanistan         |
| 19. September bis 26. September 2017 | Asian Indoor and Martial Arts Games 2017 | Ashgabat       | Snooker Einzel         | Zhao Xintong         | Hossein Vafaei   | Soheil Vahedi       |
| 19. September bis 26. September 2017 | Asian Indoor and Martial Arts Games 2017 | Ashgabat       | Snooker Einzel         | Zhao Xintong         | Hossein Vafaei   | Zhou Yuelong        |

## Spieler der Main Tour 2017/18
Neben den 64 bestplatzierten Spielern der Weltrangliste am Ende der Saison 2016/17 und 32 Spielern, die 2016 die Startberechtigung für zwei Jahre erhalten hatten, bekamen folgende Spieler einen Startplatz für die Spielzeiten 2017/18 und 2018/19:
| Qualifikation über die Ein-Jahres-Rangliste - Akani Songsermsawad - Rhys Clark - Robin Hull - Rod Lawler - Ross Muir - Nigel Bond - Eden Sharav - Ian Burns Qualifikation über die Q School (Turnier 1, Turnier 2 und kombinierte Rangliste) - Lukas Kleckers - Allan Taylor - Billy Joe Castle - Ashley Hugill - Duane Jones - Sanderson Lam - Paul Davison - Chen Zifan - Zhang Yong - Sean O’Sullivan - Joe Swail - Martin O’Donnell | Qualifikation über die EBSA Amateur Play Offs - Gerard Greene - Peter Lines Qualifikation über die CBSA China Tour - Li Yuan - Niu Zhuang Internationale Meisterschaften: - Soheil Vahedi (IBSF-Weltmeister) - Xu Si (IBSF-U21-Weltmeister) - Chris Totten (EBSA-Europameister) - Alexander Ursenbacher (EBSA-U21-Europameister) - Lü Haotian (ACBS-Asienmeister) - Yuan Sijun (ACBS-U21-Asienmeister) - Basem Eltahhan (ABSF-Afrikameister) Nominierungen der National- bzw. Kontinentalverbände - Matthew Bolton (Ozeanien) - Hamza Akbar (Amerika WPBSA) - N.N. (Afrika) Invitational Tour Card - Jimmy White - Ken Doherty |

## Preisgeld
Die Tabelle zeigt eine Übersicht über die in dieser Saison verteilten Preisgelder, die in die Weltrangliste einflossen. Alle Beträge sind in Pfund angegeben.
| Runde                      |                                | Letzte 128                      | Letzte 64                      | Letzte 32                        | Achtelfinale | Viertelfinale | Halbfinale | Zweiter | Sieger  |
| -------------------------- | ------------------------------ | ------------------------------- | ------------------------------ | -------------------------------- | ------------ | ------------- | ---------- | ------- | ------- |
|                            |                                | Plätze 1–64 vs. Plätze 65–128   |                                |                                  |              |               |            |         |         |
| Riga Masters               |                                | 0                               | 1.000                          | 2.000                            | 4.000        | 6.000         | 15.000     | 25.000  | 50.000  |
| Indian Open                |                                | 0                               | 2.000                          | 4.000                            | 6.000        | 10.000        | 15.000     | 25.000  | 50.000  |
| China Championship         |                                | 0                               | 4.000                          | 7.000                            | 12.000       | 18.000        | 32.000     | 75.000  | 150.000 |
| World Open                 |                                | 0                               | 4.000                          | 7.000                            | 12.000       | 18.000        | 32.000     | 75.000  | 150.000 |
| International Championship |                                | 0                               | 4.000                          | 8.500                            | 13.500       | 21.500        | 32.000     | 75.000  | 150.000 |
| Shanghai Masters           |                                | 0                               | 4.000                          | 7.000                            | 12.000       | 18.000        | 32.000     | 75.000  | 150.000 |
| UK Championship            |                                | 0                               | 5.000                          | 10.000                           | 15.000       | 22.500        | 35.000     | 75.000  | 170.000 |
| German Masters             |                                | 0                               | 2.000                          | 4.000                            | 5.000        | 10.000        | 20.000     | 35.000  | 80.000  |
| European Masters           |                                | 0                               | 2.000                          | 4.000                            | 6.000        | 11.000        | 17.500     | 35.000  | 75.000  |
| English Open               |                                | 0                               | 2.500                          | 3.500                            | 6.000        | 10.000        | 20.000     | 30.000  | 70.000  |
| Northern Ireland Open      |                                | 0                               | 2.500                          | 3.500                            | 6.000        | 10.000        | 20.000     | 30.000  | 70.000  |
| Scottish Open              |                                | 0                               | 2.500                          | 3.500                            | 6.000        | 10.000        | 20.000     | 30.000  | 70.000  |
| Welsh Open                 |                                | 0                               | 2.500                          | 3.500                            | 6.000        | 10.000        | 20.000     | 30.000  | 70.000  |
| China Open                 |                                | 0                               | 5.000                          | 11.000                           | 18.000       | 27.000        | 45.000     | 90.000  | 225.000 |
| Snooker Shoot-Out          |                                | 250 1                           | 500                            | 1.000                            | 2.000        | 4.000         | 8.000      | 16.000  | 32.000  |
| Paul Hunter Classic        |                                | 0                               | 600                            | 1.000                            | 1.725        | 3.000         | 4.500      | 10.000  | 20.000  |
| Gibraltar Open             |                                | 0                               | 1.000                          | 2.000                            | 3.000        | 4.000         | 6.000      | 12.000  | 25.000  |
| Players Championship       |                                | –                               | –                              | –                                | 10.000       | 15.000        | 30.000     | 50.000  | 125.000 |
| World Grand Prix           |                                | –                               | –                              | 5.000                            | 7.500        | 12.500        | 20.000     | 40.000  | 100.000 |
| Runde                      | Letzte 144                     | Letzte 80                       | Letzte 48                      | Letzte 32                        | Achtelfinale | Viertelfinale | Halbfinale | Zweiter | Sieger  |
|                            | Plätze 17–80 vs. Plätze 81–144 | Sieger Letzte 144 gegeneinander | Sieger Letzte 80 gegeneinander | Plätze 1–16 vs. Sieger Letzte 48 |              |               |            |         |         |
| Snookerweltmeisterschaft   | 0                              | 9.000                           | 13.500                         | 18.000 2                         | 27.500       | 42.500        | 85.000     | 180.000 | 425.000 |